# تپه دیرمان
تپه دیرمان مربوط به دوره اشکانیان - سده‌های میانه دوران‌های تاریخی پس از اسلام است و در شهرستان گرمی، بخش مرکزی، دهستان اجارود شرقی، روستای قوزلو واقع شده و این اثر در تاریخ ۱۲ شهریور ۱۳۸۶ با شمارهٔ ثبت ۱۹۴۱۰ به‌عنوان یکی از آثار ملی ایران به ثبت رسیده است.